# Валрам III (Насау)
Валрам III фон Насау (на немски: Walram III von Nassau; * 1294, † 15 май / сл. 22 декември 1324) е граф на Насау-Висбаден и Вайлнау (1298 – 1324).

## Живот
Той е най-малкият син на римско-немския крал Адолф от Насау (1250 – 1298), граф на Насау, и съпругата му Имагина фон Изенбург-Лимбург (1255 – 1318), дъщеря на Герлах I фон Лимбург от род Изенбург-Лимбург. Внук е на граф Валрам II фон Насау († 1276), основателят на Валрамската линия на Дом Насау. Брат е на Рупрехт VI († 1304) и Герлах I († 1361). 
Валрам III не се жени и няма деца.